# Hiccoda frausa
Hiccoda frausa là một loài bướm đêm trong họ Noctuidae.